# グルナッシュ
グルナッシュ（仏：Grenache）はスペイン北東部アラゴン州原産の赤ワイン用ブドウ品種。スペインではガルナッチャ（西：Garnacha）、ガルナッチャ・ティンタ、アラゴネスといった別名があり、イタリアのサルデーニャ島ではカンノナウとも呼ばれる。白ブドウであるグルナッシュ・ブランやグルナッシュ・グリは本種の変種である。

## 栽培
晩熟な品種であり、温暖かつ乾燥した環境に適合する。樹勢が強いため、高品質のワインを作る場合は収量制限が行われる。糖度が非常に上がりやすい品種であるため、できあがったワインのアルコール度数は高くなりやすい。

## 生産地域
夏が暑く乾燥している地中海地域で多く生産される。

### フランス
南フランスに位置するコート・デュ・ローヌ南部では赤ワイン・ロゼワインを造るうえでの主要品種としてシラーやムールヴェードルなどの品種とブレンドされて用いられる。また、同じく南フランスのラングドック・ルーション地方やプロヴァンス地方でも赤ワイン・ロゼワインにブレンドされて用いられる。

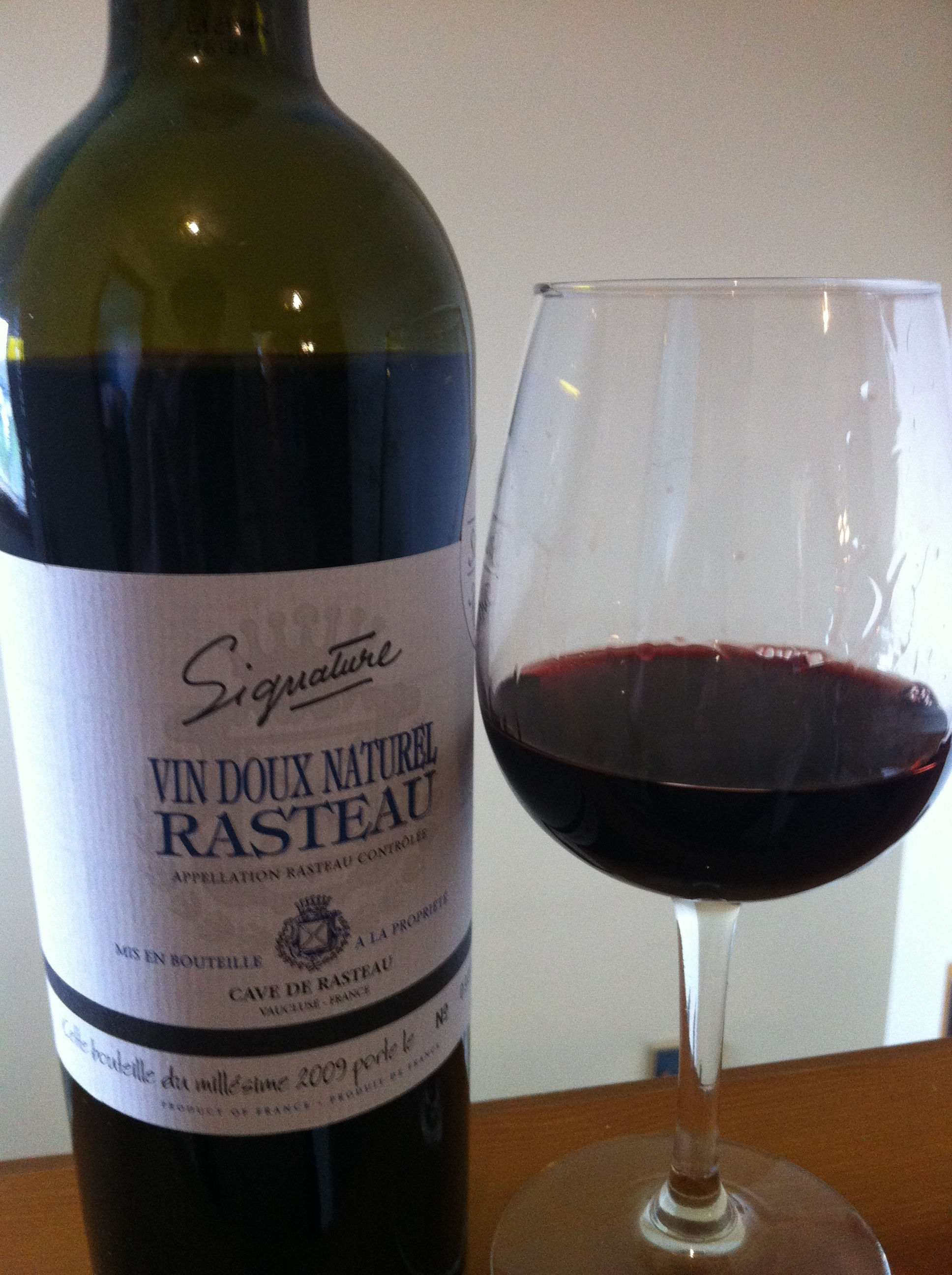
コート・デュ・ローヌ南部、ラストーのヴァン・ドゥー・ナチュレル。グルナッシュから造られる。

ルーション地方などで造られるヴァン・ドゥー・ナチュレルを造る際にも多用される。

### スペイン
スペインにおける黒ブドウ品種としては、ガルナッチャはテンプラニーリョに次いで第2位の栽培面積がある。アラゴン州のほか、ナバーラ州やカタルーニャ州で栽培されており、カタルーニャ州の高級ワイン産地であるプリオラートでもガルナッチャが主要な品種として用いられている。

### イタリア
カンノナウの名前でサルデーニャ島で多く栽培されている。近年の研究のなかには、この品種の原産地がサルデーニャ島であることを支持するものもある。

### その他の地域
アメリカやオーストラリア、南アフリカなどでも温暖な地域で栽培されている。

## ワインのスタイル
グルナッシュはタンニンや酸が少ないため、それを他の品種で補いバランスをとることを目的としてブレンドされることが多い。特に、ローヌ南部で多くみられるグルナッシュ・シラー・ムールヴェードルのブレンドは、各品種の頭文字をとってGSMと呼ばれている。スペインではテンプラニーリョやカリニャンとブレンドされる。タンニンと酸が少ないという特徴は熟成にも不向きであるが、ブレンドにより熟成のポテンシャルが増すため、長期熟成に耐える高品質なワインも産出される。